# Pleśno (Gubin)
Pleśno [ˈplɛɕnɔ] (deutsch Plesse, 1928–45 Beesgen-Plesse; niedersorbisch Plesno, historisch auch Stwěšno) ist eine Ortschaft und ein Schulzenamt (Sołectwo) der Landgemeinde Gubin (Guben) im Powiat Krośnieński (Landkreis Crossen) in der polnischen Woiwodschaft Lebus. In seiner heutigen Form entstand der Ort im Jahr 1928 durch die Fusion der damals eigenständigen Landgemeinden Beesgen und Plesse. Danach führte die Gemeinde den Doppelnamen Beesgen-Plesse. Seit 1945 gehört Pleśno zu Polen, wobei der Name des Ortsteils Beesgen (polnisch und niedersorbisch Bezki) aus dem Ortsnamen gestrichen wurde und seitdem nicht mehr existiert. Die beiden getrennten Ortskerne sind noch heute zu erkennen.

## Lage
Pleśno liegt im polnischen Teil der Niederlausitz, rund vier Kilometer südsüdöstlich des Stadtzentrums von Gubin. Der Ort besteht aus zwei rund 500 Meter voneinander entfernt liegenden Siedlungen, die durch den Fluss Lubsza getrennt sind. Die ehemalige Gemeinde Beesgen liegt westlich und Plesse östlich der Lubsza. Umliegende Ortschaften sind Żenichów im Norden, Bieżyce im Nordosten, Dobrzyń im Osten, Czarnowice im Süden, Koperno im Südwesten, Sękowice im Westen und Gubinek im Nordwesten.
Der Ort liegt an einem Abzweig östlich der Droga wojewódzka 286 und einen Kilometer südlich der Droga krajowa 32. Die Grenze zu Deutschland liegt etwa vier Kilometer westlich der geografischen Ortsmitte.

## Geschichte

### Plesse bis 1928
Plesse wurde erstmals 1357 mit dem Namen Plesowe urkundlich erwähnt. Der Ortsname wird von Arnošt Muka mit Ort am Schlammsee übersetzt. Im Laufe der Zeit wechselte die Siedlung mehrfach den Grundbesitz, zu den Besitzern gehörten unter anderem die Adelsfamilien von Dallwitz, von Breitenbach und von Carlsburg. Für das Jahr 1844 verzeichnet die Topografisch-statistische Übersicht des Regierungsbezirks Frankfurt a.d.O. in Plesse 14 Wohngebäude und 89 Einwohner. In der Gemarkung des Dorfes lag eine Wassermühle, die zum Rittergut Schöneiche gehörte. 1867 hatte Plesse 87 Einwohner in 12 Wohngebäuden. Kirchlich gehörte der Ort damals zu Guben. Bei der Volkszählung mit Stichtag 1. Dezember 1910 hatte die Landgemeinde Plesse 82 Einwohner.

### Beesgen bis 1928
Beesgen wurde 1527 als Klein Besitz erstmals urkundlich erwähnt. Der Ortsname ist von dem niedersorbischen Begriff für Holunder abgeleitet. Zum Zeitpunkt der Ersterwähnung gehörte Beesgen zum Besitz der Adelsfamilie von Sehlstrang, die den Ort 1554 an die Familie von Polenz verkaufte. Später wurde Beesgen Besitz der Familie von Kleist. 1844 hatte Beesgen 84 Einwohner in elf Wohngebäuden, zum Dorf gehörte ein Vorwerk. Bei der Volkszählung am 1. Dezember 1910 hatte die Landgemeinde Beesgen 66 und der Gutsbezirk Beesgen 45 Einwohner.

### Verwaltungsgeschichte und Zeit ab 1928
Bis 1806 gehörten Beesgen und Plesse zum Kurfürstentum Sachsen und danach zum Königreich Sachsen. Nach den Befreiungskriegen und den Beschlüssen auf dem Wiener Kongress musste Sachsen die Niederlausitz im Jahr 1815 an das Königreich Preußen abtreten. Im folgenden Jahr wurde in Preußen eine umfassende Verwaltungsreform durchgeführt, seitdem gehörten beide Orte zum Kreis Guben in der Provinz Brandenburg. Seit 1874 gehörten die Landgemeinden Beesgen und Plesse verwaltungstechnisch zum Amtsbezirk Tzschernowitz. Im Jahr 1928 wurden die Gemeinden Beesgen und Plesse sowie der Gutsbezirk Plesse aufgelöst und zu der neuen Landgemeinde Beesgen-Plesse vereinigt. 1933 hatte die Gemeinde 188 und im Jahr 1939 229 Einwohner.
Nach dem Ende des Zweiten Weltkrieges und der Festlegung der Oder-Neiße-Grenze am 2. August 1945 kam Beesgen-Plesse zu Polen und der Amtsbezirk Tzschernowitz wurde aufgelöst. Der Ort wurde zunächst in Pleśno-Beski umbenannt, die deutschen Einwohner vertrieben und der Ort von polnischen Neusiedlern bezogen. Am 28. Juni 1946 wurde der Ort nach Czarnowice eingemeindet. Bis 1950 gehörte Pleśno-Beski zur Woiwodschaft Posen, danach kam das Doppeldorf zur Woiwodschaft Zielona Góra. Wenig später wurde das Bezki aus dem Ortsnamen gestrichen und der Ort fortan in seiner Gesamtheit unter dem Namen Pleśno verzeichnet. Im Oktober 1954 wurde in Polen eine umfassende Kommunalreform durchgeführt, bei der die Landgemeinden aufgelöst und durch kleinere Gromadas als Verwaltungseinheiten ersetzt wurden. Seitdem gehörte Pleśno zur Gromada Czarnowice. Diese wurde am 1. Juli 1968 nach Stargard Gubiński eingemeindet.
Im Januar 1973 wurden die Gromadas im Zuge einer weiteren Gebietsreform aufgelöst und die Gromada Stargard Gubiński in eine Landgemeinde (Gmina wiejska) umgewandelt. Am 15. Januar 1976 fusionierte Stargard Gubiński mit den Landgemeinden Grabice und Wałowice zu der neuen Landgemeinde Gubin. Seit 1999 gehört Pleśno zur Woiwodschaft Lebus.